# Kiomourtzou
Kiomourtzou (in greco Κιομουρτζιού?; in turco Kömürcü) è un piccolo villaggio di Cipro situato lungo l'autostrada principale Kyrenia-Nicosia.  È sotto il controllo de facto di Cipro del Nord, dove appartiene al distretto di Girne, mentre de iure appartiene al distretto di Kyrenia della Repubblica di Cipro. Kiomourtzou è sempre stato abitato esclusivamente da turco-ciprioti. La sua popolazione nel 2011 era di 67 abitanti.

## Geografia fisica
Kiomourtzou, o Kömürcü, è situato alle pendici meridionali del Pentadaktylos, tre km a ovest del passo di Kyrenia e un km e mezzo a sud-ovest di Agirda/Ağırdağ.

## Origini del nome
Il significato  in turco di Kömurcü è "venditore di carbone".

## Società

### Evoluzione demografica
il villaggio è stato quasi sempre abitato esclusivamente da turco-ciprioti. Durante la prima metà del secolo, la popolazione del villaggio ha oscillato tra i 40 e i 55 abitanti. Alla fine la popolazione è aumentata da 44 abitanti nel 1946 a 63 nel 1960.
Dalla popolazione originaria non è stato sfollato nessuno. Dal 1964 al 1974 ha fatto amministrativamente parte dell'enclave turco-cipriota di Nicosia. Secondo il geografo Richard Patrick, nel 1971 non vi erano sfollati turco-ciprioti residenti nel villaggio.
Attualmente il villaggio è abitato dai suoi abitanti originari. La popolazione del villaggio è calata nuovamente dopo il 1974 a causa dell'esodo dei giovani verso le città. Secondo il censimento del 2006, la popolazione era di 34 abitanti.